# Bitka kod Celovca 1492.
Bitka kod Celovca bila je bitka između snaga austrijskog kralja Maksimilijana Habsburgovca i Osmanskog Carstva.

## Zemljopisni položaj
Bitka se odvila kod austrijskog grada Celovca.

## Uvodne okolnosti
Osmanlije su koristile sukobe pristaša Vladislava II. Jagelovića i Maksimilijana Habsburgovca. Slali su akindžije u pljačkaški pohod u dubinu hrvatskog teritorija. 
Iako su ih hrvatske snage porazile u Vrpilama, osmanske su snage nastavile udare. 
1492. je Ali paša iz Bosne preko Hrvatske provalio u austrijske zemlje, u Kranjsku. Turske su postrojbe putem počinile grozna nasilja na području od Metlike do Ljubljane. Pohod su nastavili preko Trbiža te provalili u Korušku.

## Bitka
Zbila se 1492. godine. Kod Celovca su se sreli s vojskom kralja Maksimilijana. Njegovoj su se vojsci pridružile postrojbe koruške vlastele. Bitka je bila krvava uz velike gubitke na objema stranama. Osmanski zapovjednik Ali-paša poginuo je u ovoj bitci. 
Na kršćanskoj je strani poginulo 7 tisuća vojnika, a na osmanskoj 10 tisuća.